# Geografia usług
Geografia usług – dział geografii ekonomicznej, zajmujący się działalnością nieprodukcyjną związaną z usługami w aspekcie przestrzennym. Rozpatruje się je z punktu ich znaczenia w gospodarce, wpływu na kształtowanie się sieci osadniczej i zaspokojenia potrzeb ludzkich.
Wraz z powstawaniem społeczeństwa postindustrialnego usługi zyskały na znaczeniu i wysunęły się na czoło gospodarki.
Geografia dostępu do szkolnictwa oraz do służby zdrowia jest kluczowa w opisywaniu zróżnicowania poziomu życia, nierówności społecznych i przestrzennych.
Zainteresowania badawcze geografii usług mogą być dzielone w zależności od typów usług (geografia handlu, geografia medyczna, geografia szkolnictwa); w zależności od odbiorców usług (usługi dla przemysłu, dla rolnictwa, dla seniorów); w zależności od skali działalności dostawców usług.